# Codex Huamantla
Codex Huamantla, que também é chamado de Codex de Huamantla e Códice de Huamantla é um livro sobre o povo Otomi. Foi criado por duas pessoas, e acredita-se que foi finalizado no ano de 1592. A primeira história sobre o povo Otomi diz que migraram de um lugar chamado Chiapas  e outro chamado Huamantla, Tlaxcala, ambos onde hoje é o país do México. Uma outra história diz que o povo Otomi estava envolvido na  conquista espanhola do Império Asteca. 